# الأرز بالزعفران
الأرز بالزعفران (بالإنجليزية: Saffron Rice)‏ هو طبق مصنوع من الزعفران والأرز الأبيض وعادةً ما يتم إضافة مرق الخضار أيضًا. يُعتبر الأرز بالزعفران طبقًا شائعًا في مطابخ العديد من البلدان (بشكل أو بآخر). تكون طريقة تحضيره مشابهة لتحضير الأرز المطبوخ العادي مع إضافة مكونات إضافية.

## الاختلافات
الأرز بالزعفران هو طبق في مطبخ سيشل. يتميز هذا الطبق بأن الأرز يتم طهيه بإضافة الزعفران، وهو من التوابل الطبيعية ذو لون برتقالي ذهبي يُستخرج من زهرة الزعفران. يعتبر الأرز بالزعفران وجبة شهية ومميزة في سيشل، حيث يتم إعداده بشكل متنوع مع إضافة مكونات مختلفة لتحسين طعمه، وإبراز نكهة الزعفران الفريدة.

### جنوب آسيا
في بنغلاديش وباكستان والهند، يُطهى الأرز العادي بالزعفران باستخدام أرز جوها، أو البسمتي، والزعفران، ومرق الخضار، والسمن، وأوراق الغار.

### الشرق الأوسط
في إيران، يُقدّم الزعفران عادة مع الأرز في الأطباق اللذيذة مثل الطاجين (ته‌چين). وأيضاً في إيران وتركيا، يُحضّر الأرز الحلو بالزعفران ويُسمى "شله زرد" (شلي‌زرد) و"زردة" (زرده)، ويتكون من الأرز الأبيض، والزعفران، والسكر الأبيض، وماء الورد، وبذور الصنوبر المحمصة، والفستق المفروم.
توجد أطباق أخرى مشابهة في مناطق أخرى من غرب آسيا.

## أنظر أيضًا
قائمة أطباق الأرز